# Craig Hogan
Pour les articles homonymes, voir Hogan.
Craig Hogan est un professeur d'astronomie et de physique de l'université de Chicago. Il est le directeur du Fermilab Center for Particle Astrophysics (en).
Il est surtout connu pour sa théorie du « bruit holographique », qui affirme que le principe holographique pourrait engendrer des fluctuations quantiques qui résulteraient en un bruit de fond mesurable par les observatoires d'ondes gravitationnelles, en particulier par GEO600.

## Biographie
Hogan fréquente la Palos Verdes High School (en). En 1976, il obtient un B.A. en astronomie avec mention de l'université Harvard. Il obtient par la suite un Ph.D. après des études au King's College de l'université de Cambridge (1980).
Il est boursier Enrico Fermi à l'université de Chicago de 1980 à 1981, puis chercheur postdoctoral de la National Science Foundation à Cambridge de 1981 à 1982 et boursier Bantrell en astrophysique théorique au California Institute of Technology de 1982 à 1985.
En 1998, il fait partie de la High-Z supernovae search team.
La même année, il publie The Little Book of the Big Bang chez Springer Science+Business Media, qui sera traduit en six langues.

## Distinctions
- 2007 : Prix Peter-Gruber de cosmologie (co-récipiendaire avec la High-Z supernovae search team)
- 2015 : Prix de physique fondamentale, partagé avec Brian P. Schmidt, Adam Riess, et la High-Z supernovae search team.
- Prix Humboldt
- Bourse Alfred P. Sloan Foundation